# Histoires naturelles (album)
Albums de Nolwenn Leroy
Nolwenn
(2003) Histoires Naturelles Tour
(2007)
Singles
1. Nolwenn Ohwo !
Sortie : 2005
2. Histoire Naturelle
Sortie : 2006
3. Mon ange
Sortie : 2006
4. J'aimais tant l'aimer
Sortie : 2006
5. Reste encore
Sortie : 2007

Histoires naturelles est le deuxième album de Nolwenn Leroy sorti en 2005 et vendu à  400 000 exemplaires.
Réalisé par Laurent Voulzy et Franck Eulry, l'album sort dans les bacs le 5 décembre 2005 et devient disque de platine après seulement quelques semaines.

## Liste des titres
| 1.    | Nolwenn Ohwo !                                            | Nolwenn Leroy, Alain Souchon, Laurent Voulzy       | 4:26 |
| 2.    | L'Enfant cerf-volant                                      | Kent                                               | 3:38 |
| 3.    | Reste encore                                              | Jean Szczepanik, Laurent Voulzy                    | 3:41 |
| 4.    | Mon ange (Titre original : Find Me an Angel)              | Jamie Hartman, Andreas Karlegård, Martin Karlegård | 4:22 |
| 5.    | Histoire naturelle (Titre original : How Did You Get By?) | Arnaud Rozenthal, Yasmin Shah                      | 3:53 |
| 6.    | Rien de mieux au monde                                    | Antoine Essertier                                  | 3:30 |
| 7.    | Mystère                                                   | Rod Janois, Nolwenn Leroy, William Rousseau        | 3:54 |
| 8.    | Les Chimères (instrumental)                               | Frank Eulry                                        | 0:51 |
| 9.    | Le Rêve des filles                                        | Laurent Voulzy                                     | 5:06 |
| 10.   | Endormie                                                  | Julien Voulzy                                      | 2:27 |
| 11.   | London Fantasy (Titre original : Yesterday Far Away)      | Colin Crawford, Mark Parrish, George Shilling      | 3:51 |
| 12.   | Mélusine                                                  | Yasmin Shah                                        | 3:56 |
| 13.   | J'aimais tant l'aimer                                     | Alain Souchon, Laurent Voulzy                      | 4:00 |
| 47:35 |                                                           |                                                    |      |

## Classements
| Pays              | Meilleure position | Semaines classées |
| ----------------- | ------------------ | ----------------- |
| France            | 3                  | 69                |
| Belgique Wallonie | 7                  | 43                |
| Suisse            | 44                 | 9                 |

## Certifications
| Pays           | Certification |
| -------------- | ------------- |
| France (SNEP)  | Platine       |
| Belgique (BEA) | Or            |

## Singles
Les 5 singles de l'album sont:
- 2005 : Nolwenn Ohwo !
- 2006 : Histoire Naturelle
- 2006 : Mon ange
- 2006 : J'aimais tant l'aimer
- 2007 : Reste encore